# Indophyllia cylindrica
Indophyllia cylindrica es una especie extinta de cnidario antozoo escleractinio de la familia Scleractinia incertae sedis y único miembro del género Indophyllia. Fue descrita originalmente por H. Gerth en 1921.